# Medalha Nancy DeLoye Fitzroy e Roland V. Fitzroy
A Medalha Nancy DeLoye Fitzroy e Roland V. Fitzroy (em inglês:  Nancy DeLoye Fitzroy and Roland V. Fitzroy Medal) foi estabelecida em 2011, em reconhecimento a "contribuições pioneiras para as fronteiras da engenharia que levaram a um avanço na tecnologia existente, ou a novas aplicações ou novas áreas de empreendimento de engenharia". É dotado com US$ 3 000.

## Recipientes
- 2012 Charles Hard Townes
- 2013 Andrew Viterbi
- 2014 Xiang Zhang
- 2015 George W. Sutton
- 2016 Evangelos Trifon Laskaris
- 2018 Ivar Giaever
- 2020 John Ashley Rogers